# آوریل استیونز
آوریل استیونز (متولد کارولین وینسنت لوتمپیو؛ ۲۹ آوریل ۱۹۲۹) – ۱۷ آوریل ۲۰۲۳) خواننده آمریکایی پاپ سنتی برنده جایزه گرمی بود که بیشتر به خاطر همکاری با برادر کوچکترش، نینو تمپو شناخته شد. استیونز عضو تالار مشاهیر موسیقی آبشار نیاگارا بود او در اسکاتسدیل، آریزونا در ۱۷ آوریل ۲۰۲۳ در سن ۹۳ سالگی درگذشت.
استیونز در آبشار نیاگارا، نیویورک، با نام کارولین وینسنت لوتمپیو، از خانواده ساموئل و آنا لو تمپیو، هر دو از مهاجران ایتالیایی از سیسیل به دنیا آمد.

## آهنگ‌شناسی

### آلبوم‌ها
- ببر به من بیاموز (۱۹۶۰)
- تنها (۱۹۸۵)
- یک زمان بسیار خاص (۱۹۸۹)
- رویاهای چرخ فلک (۱۹۹۰)

### تک آهنگها
| سال  | عناوین (A-side, B-side) هر دو طرف از یک آلبوم به جز جایی که مشخص شده‌است | ایالات متحده | آلبوم                           |
| ---- | ----------------------------------------------------------------------- | ------------ | ------------------------------- |
| ۱۹۵۱ | "شیرین‌ترین روز" "این کار را نکن"                                        |              | آهنگ‌های غیر آلبومی              |
| ۱۹۵۱ | "ملودی رویایی" "یک بوسه کوچولو بده، بله؟"                               |              | برنامه Nino Tempo-April Stevens |
| ۱۹۵۱ | «و به همین ترتیب دوباره بخوابیم» "اوه، بیا"                             |              | آهنگ‌های غیر آلبومی              |
| ۱۹۵۱ | "مرا در جیب خود بگذار" "ترفندهای تجارت"                                 |              | برنامه Nino Tempo-April Stevens |
| ۱۹۵۲ | "آن والس شیطان" "من دوست دارم با خودم صحبت کنم"                         |              | آهنگ‌های غیر آلبومی              |
| ۱۹۵۳ | "با من خوب رفتار کن" "Hot Tamale"                                       |              | آهنگ‌های غیر آلبومی              |
| ۱۹۵۹ | "به من بیاموز ببر" b/w "That Warm Noon" (تراک بدون آلبوم)               | 86           | به من ببر بیاموز                |
| ۱۹۶۰ | «به عبارت دیگر» b/w "Jonny" (تراک بدون آلبوم)                           |              | به من ببر بیاموز                |
| ۱۹۶۱ | "عشق بچه گربه" b/w "تو و فقط تو"                                        |              | آهنگ‌های غیر آلبومی              |
| ۱۹۶۲ | "اون اسم منه" "Fly Me to the Moon" (تراک بدون آلبوم)                    |              | به من ببر بیاموز                |
| ۱۹۶۵ | "Teach Me Tiger-1965" شب "صبح تا نیمه شب"                               |              | آهنگ‌های غیر آلبومی              |
| ۱۹۶۵ | "بدون مو سام" شبانه‌روزی "Lovin' Valentine"                              |              | آهنگ‌های غیر آلبومی              |
| ۱۹۶۷ | "دوباره عاشق شدن" b/w "تو را می‌خواهم"                                   |              | آهنگ‌های غیر آلبومی              |
| ۱۹۷۴ | "بیدار شو و مرا دوست بدار" b/w "باید تو را ترک کنم عزیزم"               | 93           | آهنگ‌های غیر آلبومی              |
| ۱۹۷۴ | "دیگه با من ازدواج نمی‌کنی" b/w "باید تو را ترک کنم عزیزم"               |              | آهنگ‌های غیر آلبومی              |